# Norra Hyn
Norra Hyn är en sjö i Forshaga kommun och Kils kommun i Värmland och ingår i Göta älvs huvudavrinningsområde. Sjön har en area på 0,893 kvadratkilometer och ligger 46,9 meter över havet. Sjön avvattnas av vattendraget Gravån.
Norra Hyn ligger nära Klarälven och är en gammal korvsjö från ett tidigare delta av Klarälven. Klarälvens delta har successivt flyttats på grund av landhöjningen. Sjön sänktes 1911.
Öster om sjön ligger Apertins herrgård och norr därom låg tidigare Kils kyrka, som var sockenkyrka i Kils socken. Socknen fick senare år 1885 sitt namn ändrat till Stora Kils socken (för att inte förväxlas med Visnums-Kils socken i samma landskap och med Kils socken i Örebro län).
Enligt flera tolkningar av ortnamnet Kil så låg den tidigare kyrkan vid en kilformad vik av den idag delvis igenväxta Norra Hyn och det kan ha varit den nordvästra delen av sjön en bit från kyrkplatsen. Även Nedre Frykens södra spets kan beskrivas som en kil och den gamla kyrkan låg på ett näs mittemellan sjöarna (på ungefär lika långt avstånd). Men det borde vara Norra Hyn som avses eftersom terrängen från kyrkplatsen lutar ner mot den sjön. Även andra naturformationer som landtungor vid sjöar eller på land eller former på ägor och gränser kan föranleda ortnamnet "kil".

## Delavrinningsområde
Norra Hyn ingår i det delavrinningsområde (660356-136401) som SMHI kallar för Utloppet av Norra Hyn. Medelhöjden är 78 meter över havet och ytan är 22,99 kvadratkilometer. Det finns inga avrinningsområden uppströms utan avrinningsområdet är högsta punkten. Gravån som avvattnar avrinningsområdet har biflödesordning 2, vilket innebär att vattnet flödar genom totalt 2 vattendrag innan det når havet efter 258 kilometer. Avrinningsområdet består mestadels av skog (52 procent), jordbruk (22 procent) och sankmarker (13 procent). Avrinningsområdet har 0,88 kvadratkilometer vattenytor vilket ger det en sjöprocent på 3,8 procent.